# Gypsophila glomerata
Gypsophila glomerata är en nejlikväxtart som beskrevs av Pall. och Friedrich August Marschall von Bieberstein. Gypsophila glomerata ingår i släktet slöjor, och familjen nejlikväxter. Inga underarter finns listade i Catalogue of Life.